# Tom Krauß
Tom Krauß (Lipsia, 22 giugno 2001) è un calciatore tedesco, centrocampista del Colonia in prestito dal Magonza.

## Carriera

### Club
Il 27 giugno 2020 ha esordito nella prima divisione tedesca, giocando negli ultimi tre minuti dell'incontro vinto dal RB Lipsia per 2-1 sul campo dell'Augusta.
Nelle stagioni 2020-2021 e 2021-2022 ha giocato invece in prestito al Norimberga, nella seconda divisione tedesca.
Il 10 giugno 2022 viene ceduto in prestito allo Schalke 04 neopromosso in Bundesliga.
Il 14 luglio 2023 viene ceduto a titolo definitivo al Magonza.
Il 22 agosto 2024 passa in prestito al Luton Town con i quali colleziona 23 presenze e 2 goal, a gennaio il suo prestito viene interrotto e passa quindi al Bochum con i quali rimane fino a fine stagione, collezionando 14 presenze.
Il 5 luglio 2025 passa in prestito al Colonia.

### Nazionale
Ha giocato in tutte le nazionali giovanili tedesche, dall'Under-15 all'Under-21.